# Gold Dust Woman
«Gold Dust Woman» es una canción de la banda Fleetwood Mac, perteneciente al álbum Rumours. Fue escrita e interpretada por Stevie Nicks y lanzada en forma de simple como lado B del tema You Make Loving Fun. La toma elegida para ser incluida en el álbum Rumours, según los informes fue grabada a las 4 a.m., después de una noche larga de intentos en el estudio. Justo antes y durante esa toma final, Stevie Nicks había envuelto su cabeza (aunque no la boca) con un pañuelo negro, velando sus sentidos y dejando emerger mejor sus más genuinos recuerdos y emociones. La letra de "Gold Dust Woman" trata sobre la cocaína.

## Versiones
- Una versión estadounidense de rock alternativo fue de la banda Hole, y que fue lanzado como su noveno sencillo en 1996 en CD por Geffen. Fue ofrecido también en la banda sonora de The Crow: City of Angels y fue producido por el exlíder de Cars Ric Ocasek.
- Cyndi Lauper hizo una versión de la canción para lado B de su sencillo You Make Loving Fun en 1976.
- Sister Hazel grabó una versión de la canción para el disco tributo 1998 Legacy: A Tribute to Fleetwood Mac.
- Rumours: The Spill Canvas incluyó una versión de la canción en su EP 2007 Denegación siente tan bueno.
- La leyenda del country Waylon Jennings registró un cover de la canción en 1978 en el LP Waylon & Willie.
- Sheryl Crow cantó la canción en su álbum en vivo "Sheryl Crow & Friends: Live from Central Park" junto a Stevie Nicks.
- La canción fue versionada en directo en 2009 por Grace Potter and The Nocturnals mientras teloneaban a Gov't Mule, quienes los acompañaron ocasionalmente con Grace Potter como vocalista.
- Halestorm lanzó una versión de Gold Dust Woman en su EP Reanimate 2.0: The Covers, en 2013.